# 雪鸮
雪鸮，又名雪鹗、白鸮、查干－乌盖勒、雪猫头鹰、白夜猫子，是鸱鸮科的一种大型猫头鹰，最初是由瑞典自然学家卡尔·林奈于1758年分类。雪鸮因全身几乎为雪白色而得名，而且它们多为昼行性鸟类，因此是很有特色的一种猫头鹰。

## 分类
雪鸮最初是由卡尔·林奈於1758年分类。近年来，雪鸮被认为是单型种，因此学名变为Nyctea scandiaca，但後来线粒体细胞色素b基因（Olsen等，2002年）表明其与雕鸮属关系较近，因此被分入雕鸮属。末次冰期中，中欧曾有雪鸮古亚种Bubo scandiacus gallicus存在，但现代此亚种已不复存在。
雪鸮的种加词scandiaca是“斯堪的纳维亚”（Scandinavia）的拉丁化形容词形式，意为“斯堪的纳维亚的”，此和模式標本採集自芬蘭北部的拉普蘭地區有關。

## 特征

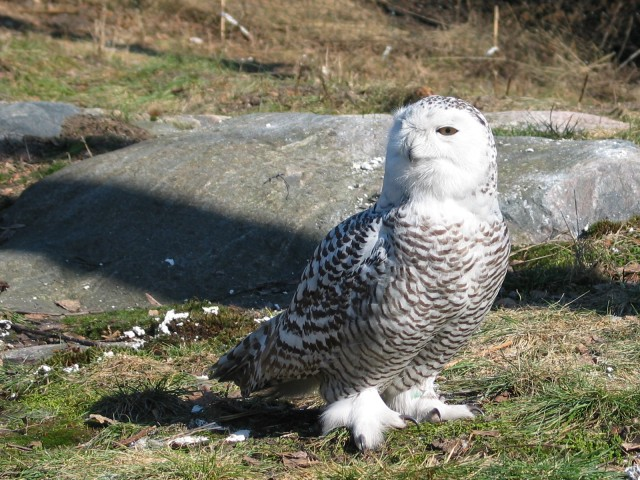
雌鸟，摄於芬兰赫爾辛基動物園

雪鸮属于体形较大的鸮类，体长约为50－71厘米，雌性平均体长为66厘米，雄性平均体长为59厘米，翼展125－165厘米，体重1.6－3千克，雌性平均重2.3千克，雄性平均重1.8千克，雄性体型明显小於雌性；由于本物种分布在高纬度和高海拔的寒冷地区，因而雪鸮通体几乎纯白色，体羽端部近黑色，因而在头顶、背部、双翅、下腹遍布黑色扇形斑点，而雌鸟和幼鸟的黑色斑点更多；无其他鸮类常见的耳状羽，浑圆雪白的头部看起来颇为可爱；虹膜黄色；喙黑色；足黄色，强健有力，覆有密羽，爪黑色，钩曲，长2.5－3.5厘米，能迅速征服大型猎物。雄性幼鸟的颈部、颈後和尾羽都比雌性幼鸟白。雄性雪鸮随着年龄的增长会越来越白，部分年老的雪鸮全身会接近纯白色，而雌性雪鸮身上的一些斑点终身不消失。雪鸮的羽毛非常浓密，正是这些浓密的羽毛使它们能在气温−50℃的环境下还能保持38－40℃的体温。因此，如果它们遇到强风，就会找到石堆、雪堆或是干草堆作为避风处，然後蜷缩身体贴在地面上，这样它们浓密的羽衣就能为它们御寒。
它们雪白的羽毛在冬季是非常好的伪装，不过冬季一过这种优势就不复存在了。当春天来临时，地面上的雪就会开始融化，而雪鸮仍会选择有斑驳冰雪的地方栖息。目前人们猜测它们产生这种行为可能是为了伪装、驱虫或是保持凉爽，但实际的原因仍不为人知。
与很多鸮类不同的是，雪鸮在很多地域属於昼行性鸟类，白天活动晚上休息，偶尔也在黄昏后捕猎。它们的飞行姿态平稳有力，俯冲力量强，而升空速度也很快。它们能进行短程贴地飞行，并会不时降落在地面或杆上停息。在天气炎热时，雪鸮会通过呼气和张开翅膀来降温。它们大部分时间都会栖息在视野开阔的地点，如篱笆、草垛、树木、建筑物、电线杆，密切注意其他猫头鹰入侵者，或是伺机从猎物背后悄悄捉住它们。
它们是独居、划定地盘的鸟类，在食物充足的年份里，1平方公里中平均只会有两对雪鸮，而在食物匮乏的年份里则会更少。冬季时雌鸟会定居一处并划分地盘，而且会保卫领地，阻止外来者入侵，直到春天它们才会离开此地向北迁徙。
最长寿的圈养雪鸮寿命达到至少35岁，而已知最长寿的野生雪鸮寿命为9岁5个月。

## 分布

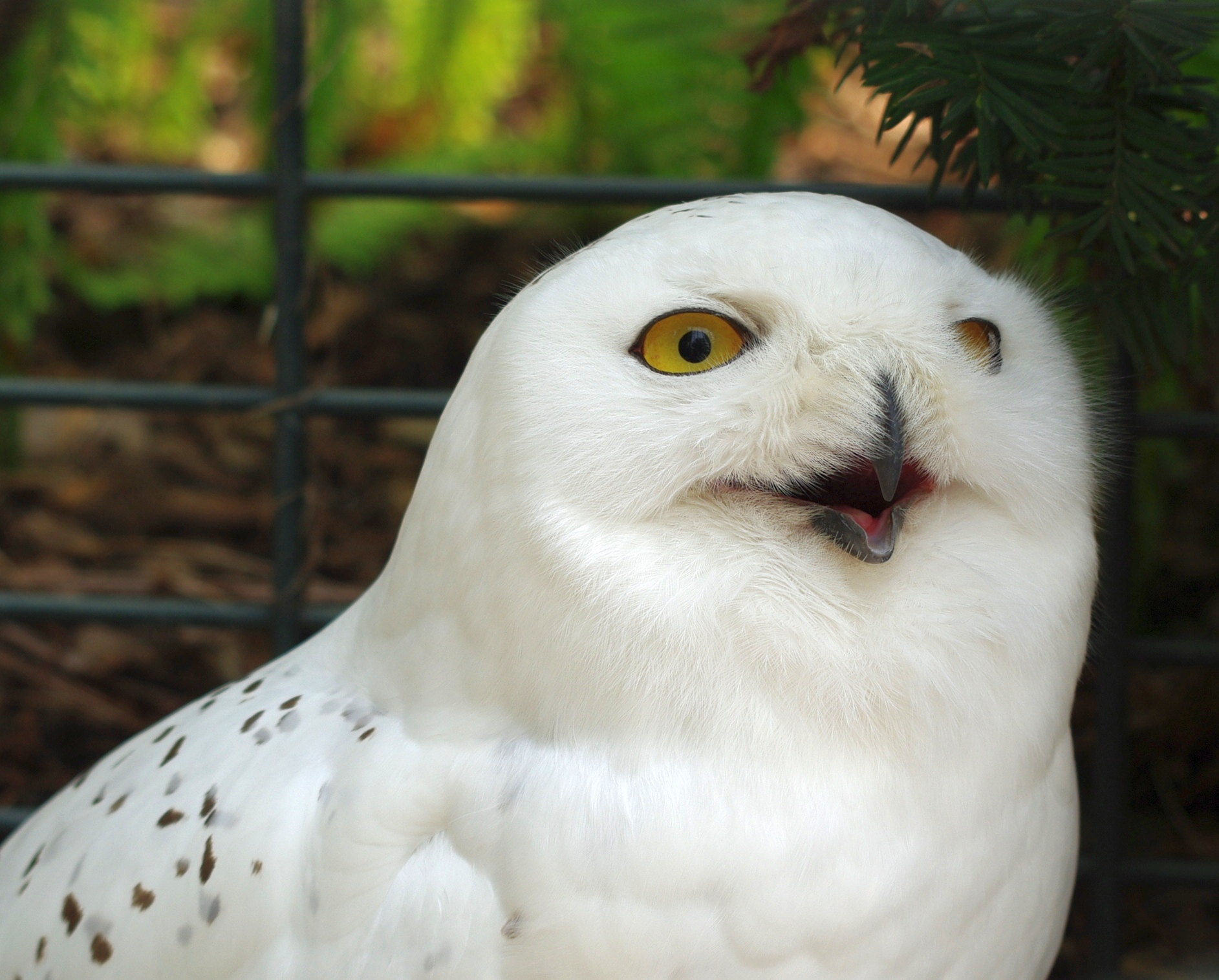
雄雪鸮面部近观

雪鸮繁殖於环北极冻土带以及北极圈内的不被冰雪完全覆盖的岛屿上，包括阿拉斯加、加拿大、格陵兰、斯堪的纳维亚北部、俄罗斯、新地岛北部和西伯利亚北部。由於在特定季节食物匮乏，可能漂泊到欧洲南部、高加索山脉、土耳其、日本、朝鲜、延喜马拉雅山甚至可能游荡到印度西北部，得克萨斯州、佐治亚州甚至加勒比地区也曾有迷鸟记录；冬季，雪鸮可见於加拿大和美国北部，美国南部、冰岛、不列颠群岛、欧洲北部、俄罗斯中部、黑龙江省北部、新疆西部和库页岛也有少数雪鸮出现，在河北北戴河及2014年2月在美國華盛頓特區也有迷鸟记录。虽然雪鸮主要分布在北极圈附近，但种群数量增多会造成苔原的食物短缺，这使得它们周期性南迁，周期可能为3－4年。雪鸮化石发现地点的南端是北回歸線，有可能此地是雪鸮的起源地；而目前人们在隆冬时节发现雪鸮踪迹的最北端是位於北纬82°的埃尔斯米尔岛，在这个季节里极夜仍在继续。

### 栖息地
雪鸮是北极苔原地区的留鸟，栖息於海平面至海拔300米以下的苔原地区，也可能栖息在低地盐化草甸或排水差的淡水湿草甸，在北半球高纬度地区和高海拔地区活动，主要是为了觅食。即使是夏季，它们的活动范围也都在北纬60°以北。不过由於它们的猎物种群数量变化很大，它们需要常常作出调整，这使它们成为频繁迁徙的鸟类，因此它们也偶尔会在北纬60°以南繁殖。食物不充足时雪鸮会向南部迁徙，在南方常见於乡村地区、市中心以及沙丘包围的湿地。南迁越冬时，雪鸮会选择草原、湿地、开放性田地、海岸线或疏林等树木稀少的地区进行繁殖，因为这些地区与苔原一样是没有密林的。个别雪鸮不会迁徙，而且四处游走，可能会划分自己的狩猎领地并守卫两三个月。

## 习性

### 觅食

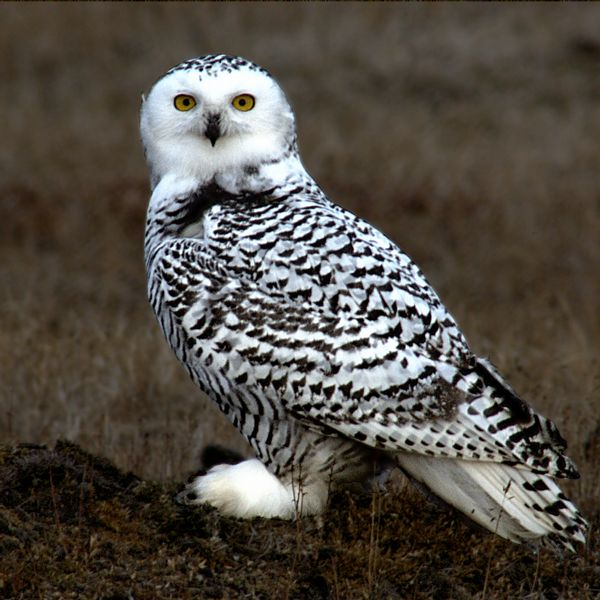
苔原上的幼鸟，摄於阿拉斯加巴罗（Barrow）

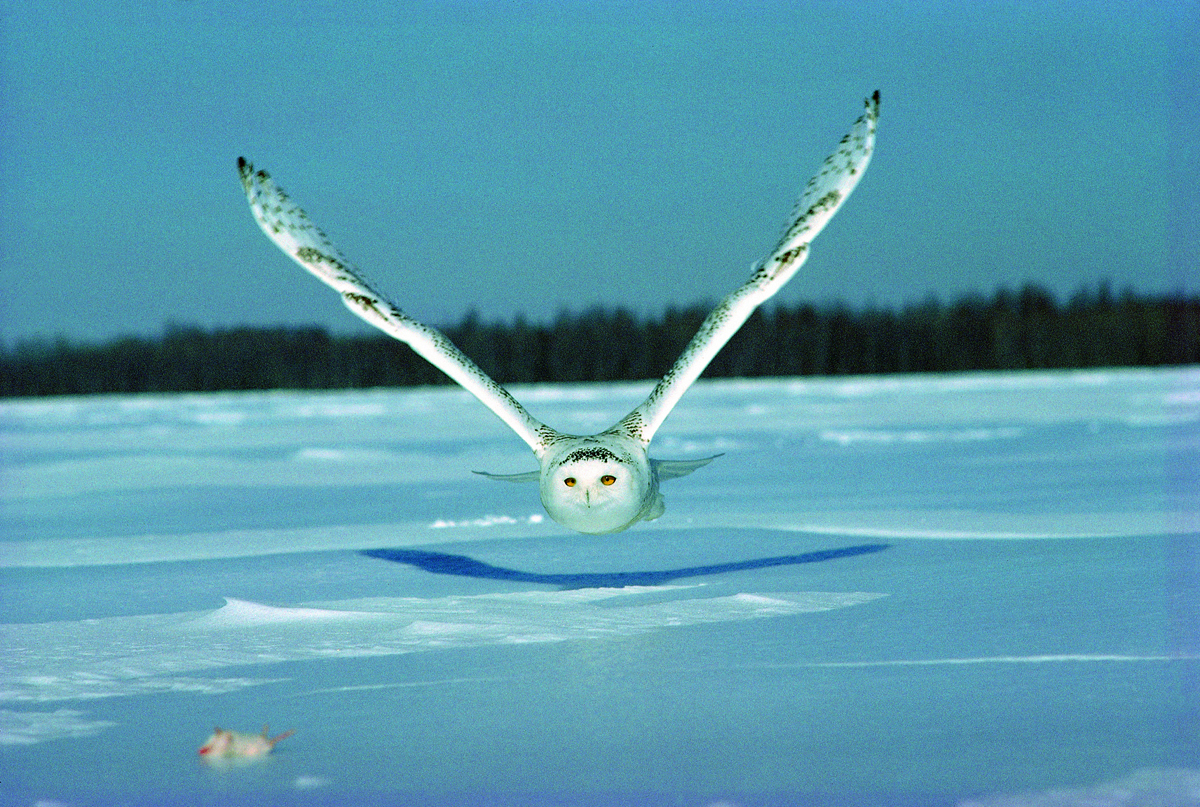
追赶猎物的雪鸮

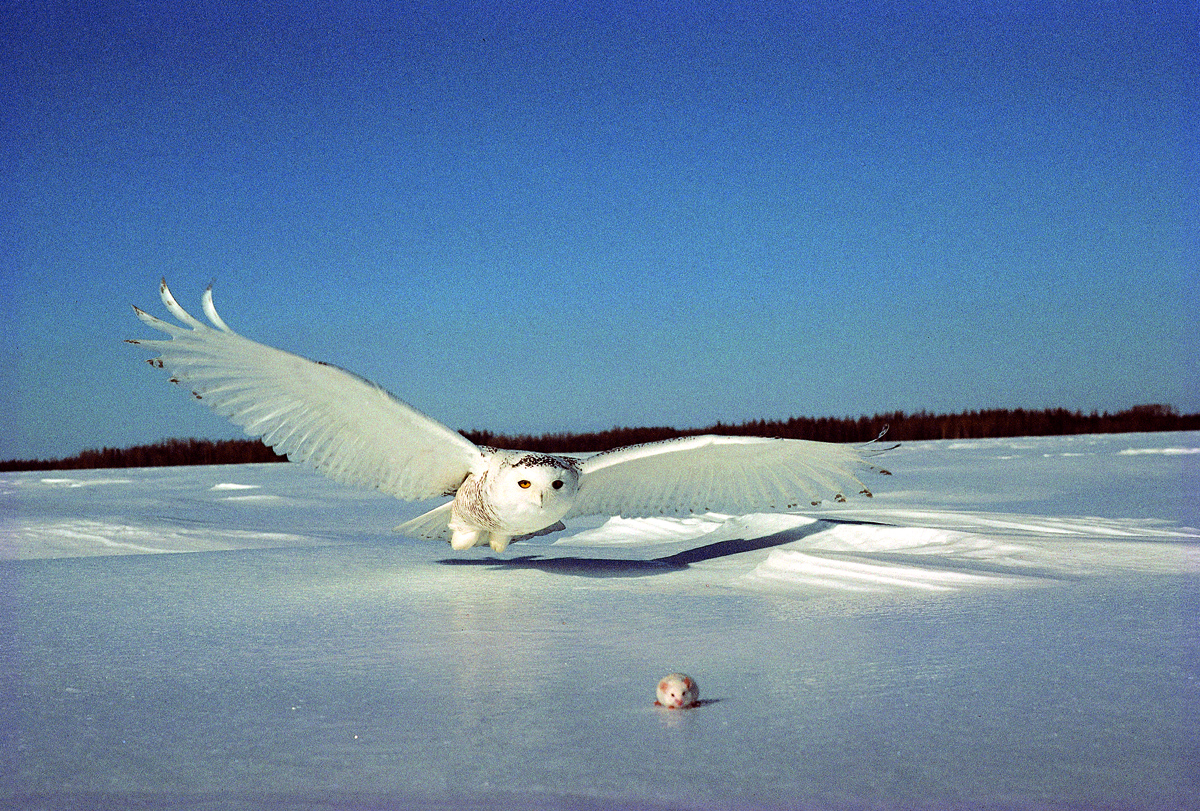
俯冲的雪鸮

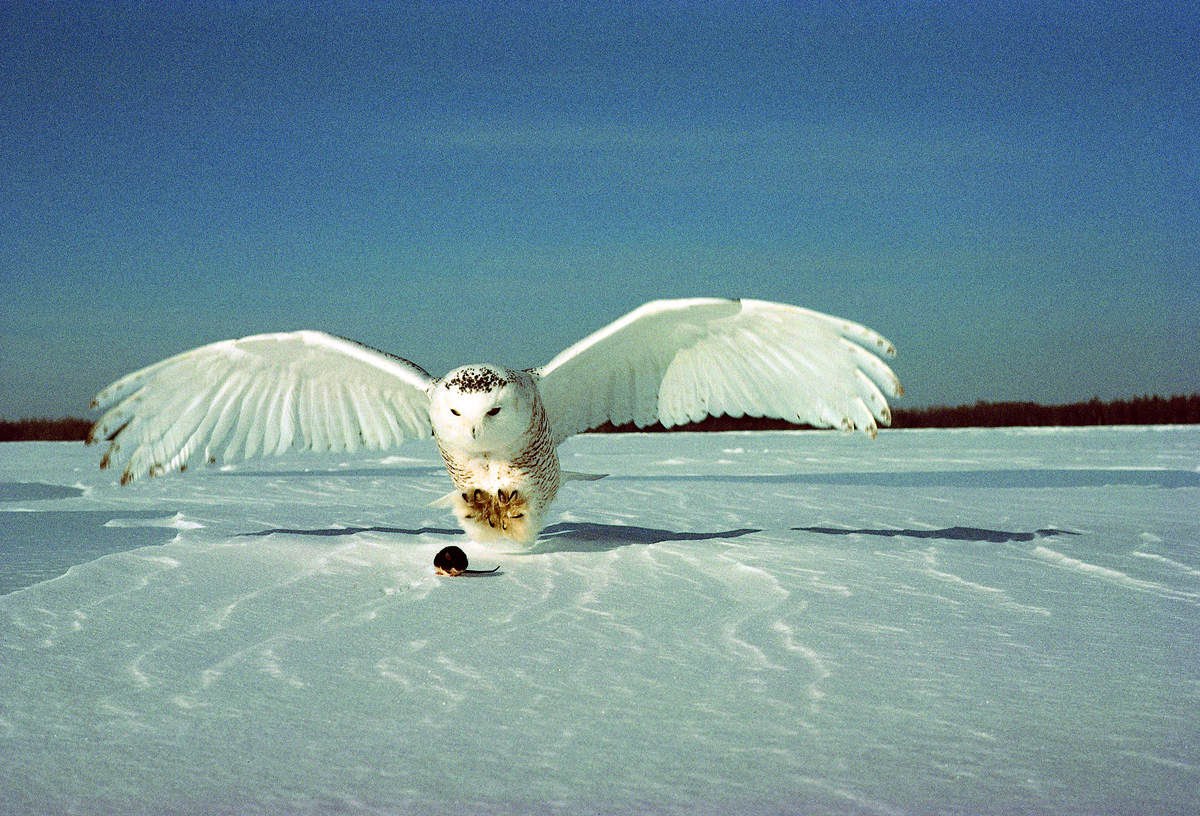
即将抓住猎物的雪鸮

雪鸮主要以极地常见的小型哺乳动物为食，主要包括旅鼠和幼年岩雷鸟，食物匮乏时也会游荡到其他地域取食其他啮齿类动物、雉类、雁鸭类和雪兔等。它们也会捕食多种小型哺乳动物，如草原田鼠（Microtus pennsylvanicus）和鹿鼠，而且常会利用大型猎物沿布阱路线找到更多食物。这些大型哺乳类猎物包括野兔、麝鼠、旱獭、松鼠、草原犬鼠、老鼠、鼹鼠、狗、狐狸和其他毛皮兽，鸟类包括岩雷鸟、鸭、鹅、涉禽、雉鸡、松鸡、美洲骨顶（Fulica americana）、䴙䴘、鷗、鸣禽及短耳鸮。它们也会吃鱼类和腐肉。当它们捉到一只雪兔後，会紧紧抓住雪兔的背并拍击，直到雪兔精疲力尽为止，然後它们就会用喙折断雪兔的脖子。如果捕到的猎物有剩余，它们就会将剩余的猎物存放到附近的树枝上。每只雪鸮每天要捕食7－12只小鼠，每年能消耗1600只旅鼠。
它们会选择高高的枝头栖息，这样它们就能获得良好的视线。它们的眼球不能转动，但是头部的转动角度范围可达到270°，这使得它们对捕猎区一览无余。它们常常以蹲姿等待猎物，然後用它们的利爪在地面、空中或是水面上将猎物迅速抓起。当它们凭借视觉或听觉定位一只猎物後，它们就会迅速追赶，并用利爪抓住。雪鸮的视觉极为灵敏，因为它们的眼睛比人眼包含更多的聚光细胞，可以观察到极远处的小物体，正是它们双目极佳的视力，使它们拥有极强的判断距离的能力，这一点在捕猎中是非常重要的。它们的听觉也非常灵敏，即使是在茂密的草丛中或是厚重的冰雪下，它们也能仅凭声音来捕猎，它们拥有如此灵敏的听觉，是因为眼眶周围的羽毛竖直并排成圆环形，而这些羽毛刚好可以将声波反射到处於眼睛正後方的耳孔内。正是它们灵敏的听觉使它们能在昏暗的环境下觉察到猎物的踪迹。
雪鸮常会将猎物整个吞下，18－24小时後将不能消化的部分变成唾余吐出。它们常在固定的地点吐出唾余，唾余数量较多，通过分析唾余中的残骸可以准确地了解它们的食性。当大猎物被撕成小块食用时，唾余就不会产生。
雪鸮在苔原生态系统的食物网中扮演着十分重要的角色，而且在其分布区南部，它们对於农耕区啮齿类动物的控制起到了重要的作用。它们严酷的生活环境常常造成食物短缺，不过它们应变能力很强，能够迁徙到食物来源充足的地区。雪鸮的种群数量浮动很大，主要与岩雷鸟和田鼠的数量有关，如在加拿大的班克斯岛，食物充足的年份中该岛上的雪鸮数量可达到1.5－2万只，而食物匮乏的年份中只有2000只。

### 鸣叫
雪鸮的叫声多变，但是在繁殖期外它们是非常安静的。平常的鸣声为不断重复的深沉gawh声。繁殖期时，雄鸟常常会发出“呼－呼－”的叫声来求偶或是对入侵领地者发出通告；攻击时会发出krufff-guh-guh-guk的喉音；兴奋时会发出“呼－呜——呼－呜——呼－呜——呜－呜－呜－”；其他叫声包括狗吠声、咯咯声、尖鸣声、嘶嘶声和碰击喙的声音。雄鸟警鸣声非常有特点，为嘶哑的krek-krek声，雌鸟的鸣声较柔和，为低声的pyee-pyee或prek-prek，警鸣时发出seeuee哨音，雄鸟比雌鸟鸣叫得更为频繁，雌鸟很少鸣叫，显得更为安静。面对威胁或骚扰时，它们会碰击喙发出声音，不过这种声音更有可能是舌碰击喙发出的。年龄在2周以下的雏鸟只会发出吱吱声，2周岁後就能发出嘶嘶声和尖叫声。

### 御敌
虽然雪鸮的天敌很少，但成年雪鸮也在时刻保持警戒，对任何可能对它们或它们的子女造成威胁的事物都做好了防御准备。雪鸮在繁殖期外是安静甚至羞怯的，但是进入繁殖期後，它们对入侵者会很不客气。在繁殖期间，它们常常会面临北極狐、贼鸥以及狗、狼和其他鸟类掠食者，而人类则是它们最危险的天敌。雄雪鸮的地盘行为包括发出吠声、鼓喉、扬尾并弓下身，并准备俯冲。它们非常小心的看护蛋，从来不会让蛋失守。雄雪鸮会在产卵地附近守卫，而雌雪鸮会孵蛋和照顾雏鸟。雄鸟和雌鸟都会袭击敌方，采用俯冲或转移注意力的方式将敌方赶走以保护蛋。面对闯入自己地盘的其他雄雪鸮，雄性主人还会作出夸张的姿势以驱走入侵者。它们还会与一些掠食者争夺岩雷鸟和其他猎物，这些掠食者包括毛脚鵟、大雕鸮、金雕、游隼、海东青、贼鸥、北极鸥、短耳鸮、渡鴉、狼、北極狐和白鼬。因为雪鸮常将掠食者赶出自己的领地，将巢修筑在它们附近的雪雁等物种也从中受益。

## 繁殖

### 求偶

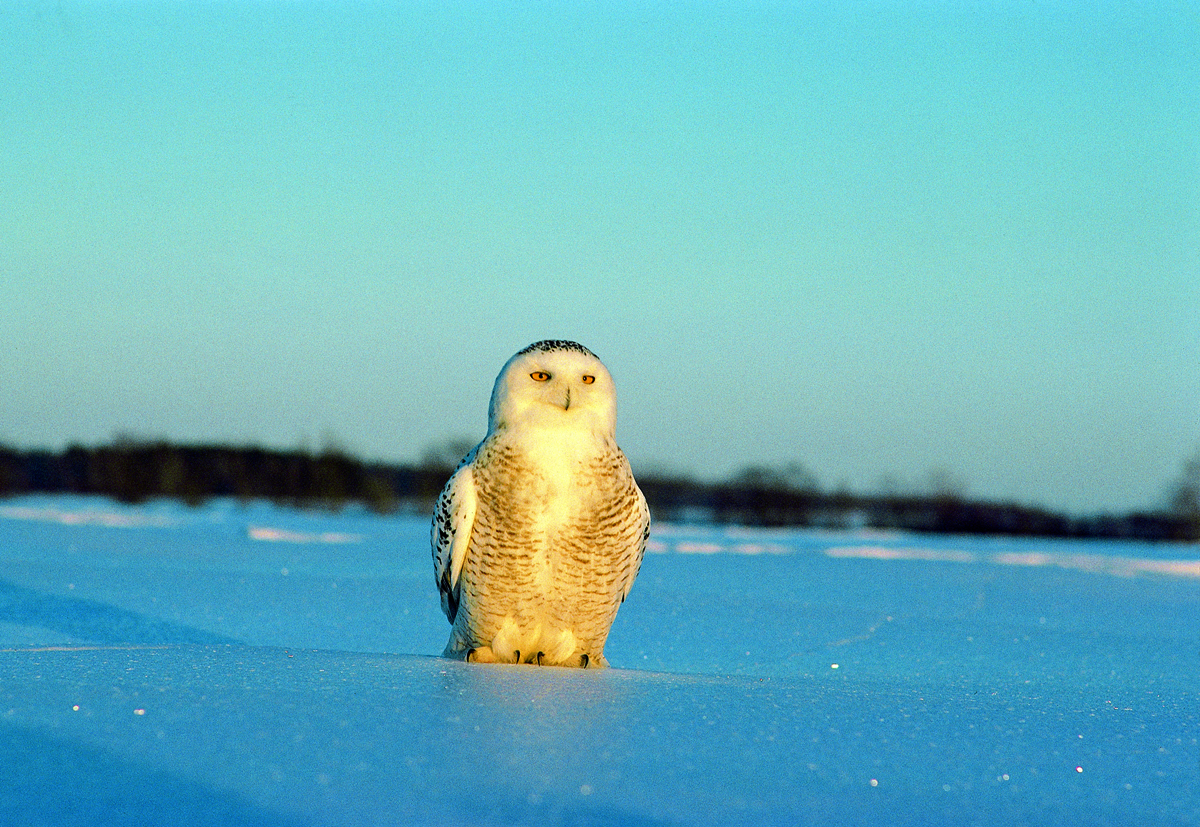
伫立在冰面上的雪鸮，摄於魁北克

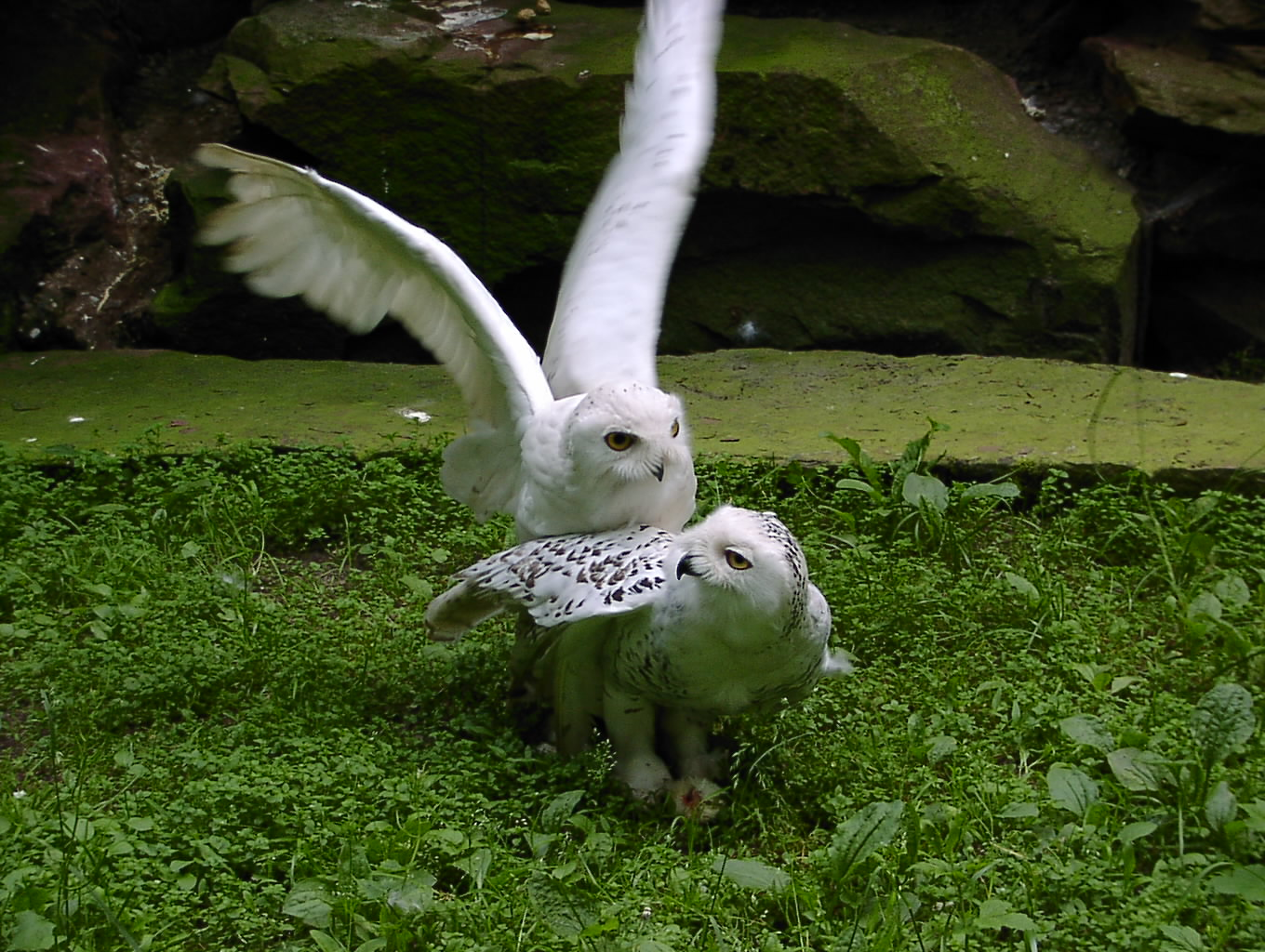
一对雪鸮，下者为雌性

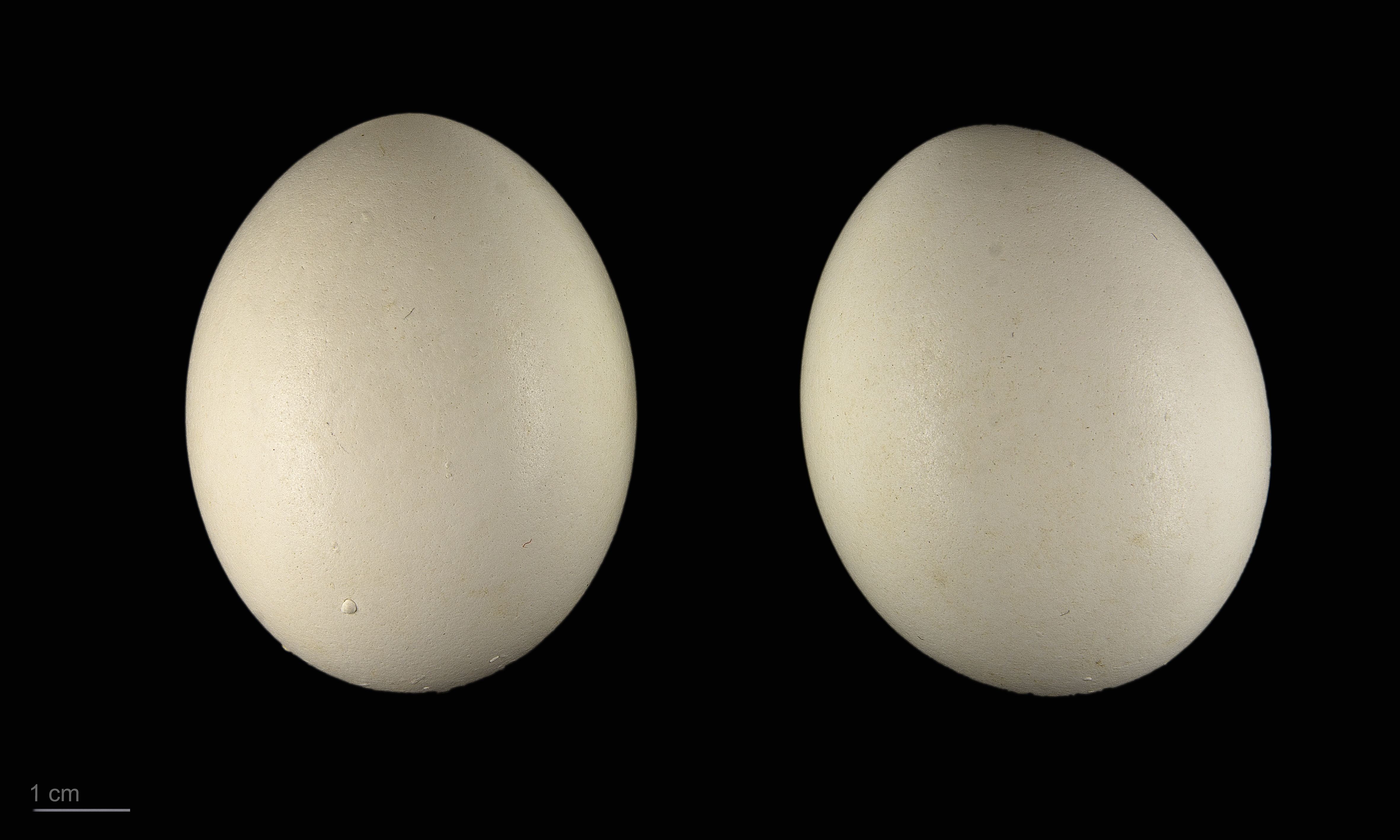
卵 Bubo scandiacus

雪鸮的求偶表演复杂精美，由空中表演和地面表演两部分组成。求偶表演以空中表演开始，首先雄雪鸮会用喙叼住或双爪抓住一只岩雷鸟，并不断高低起伏地飞行，接着不断攀升，最後以优雅地垂直降落而告终。降落後，雄雪鸮就会进行地面表演，首先它会背对雌雪鸮直立，然後将头低下，身体向地面倾斜，尾羽呈扇形不完全展开，整个身体几乎贴在地面上。另一种常见的表演是雄雪鸮在空中飞行时将岩雷鸟传递给雌雪鸮；雄雪鸮会将贮存的猎物展示给雌雪鸮，而且常把食物喂给雌性。

### 巢位
雪鸮生存环境极严酷，因而其繁殖并不似其他鸟类那般规律，常受到食物供给状况的影响，如果食物极度缺乏甚至会多年不繁殖，食物充足时一年繁殖一次。当雪鸮群体性迁徙时，部分个体仍会留在繁殖地点。雪鸮性成熟的年龄仍不为人知，不过一般认为至少需要两年它们才会性成熟。雪鸮终身为一夫一妻制，不过当食物极度充足时也可能有一夫多妻制的情况。雪鸮的繁殖期通常为5－9月，一般2月或3月开始迁徙，在4月底至5月初到达繁殖地点，繁殖伴侣是在越冬过程中或到达繁殖地点後形成。在迁徙过程中，雪鸮会成对或结成小型集群行动，这时在几百平方米的范围内最多可以见到20只左右的雪鸮。雄鸟会确立自己的地盘，雌鸟会选择产卵地点，一般是在视野开阔的无雪地点。在高纬度北极地区，雪鸮会选择生长有柳树、虎耳草、帚石楠和地衣等高地植物的地点作为巢位，而在低纬度北极地区，它们则会选择多生有茂密的圆丘形矮灌木的草甸。雌鸟不筑巢，而是在小丘或大石旁迎风面定居，常寻找苔原高地的地面凹陷处或岩石基部低洼处，或是在地面上挖坑产卵，有时会铺上一些植物材料或羽毛，偶尔也会选择沙堆或废弃鹰巢。它们一般不会在固定的地点繁殖，不过在有些地方，一对雪鸮也有可能多年在同一地点繁殖。雪鸮会划分领地，领地范围是以产卵地点为中心的1－2平方公里内，常与其他雪鸮的领地重叠，而距离产卵地点1千米内的入侵者可能就会受到猛烈的攻击。

### 养育

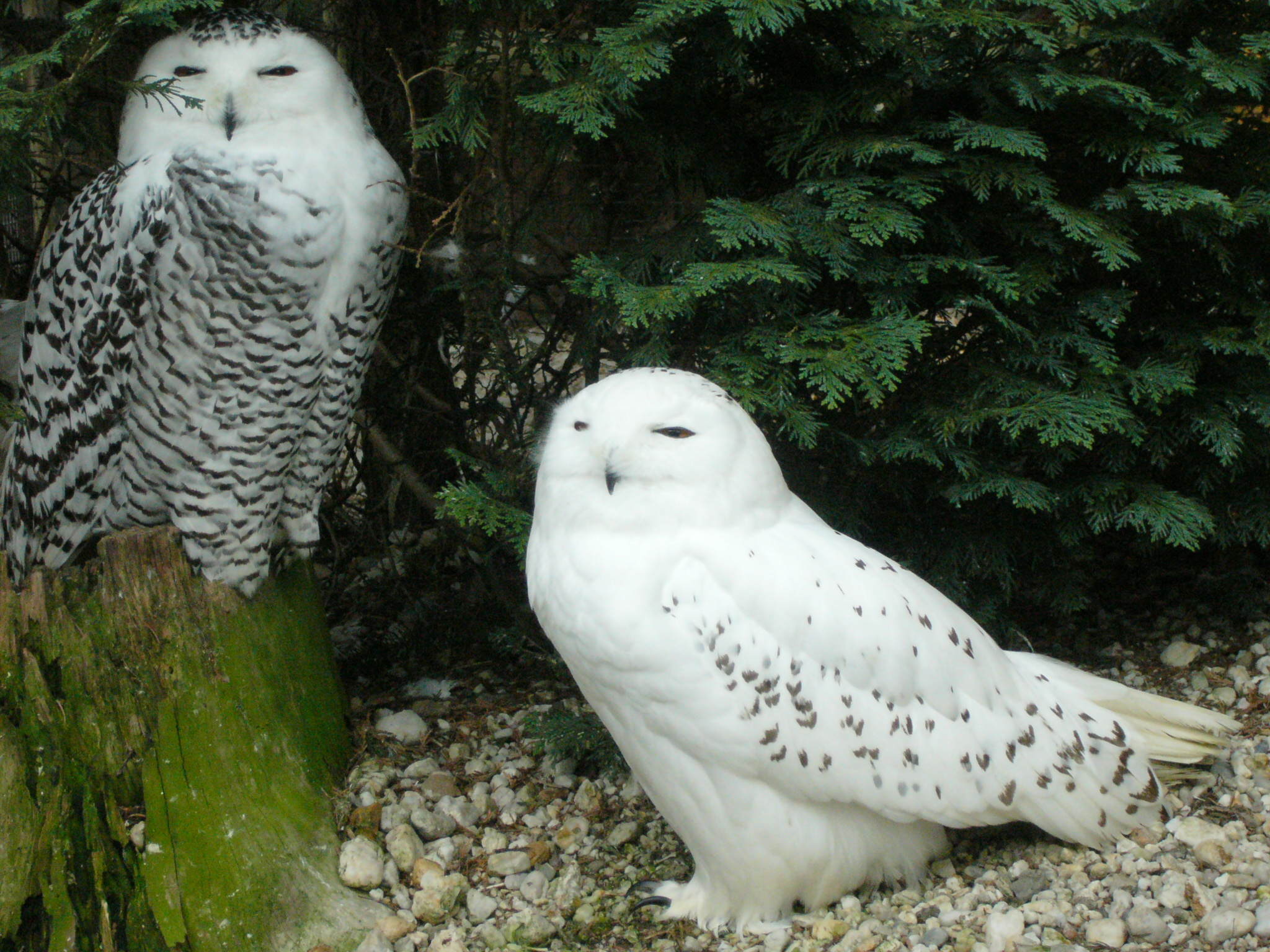
左为雌鸟，右为雄鸟

雌鸟一个繁殖期内只会产卵一巢，一巢产卵3－16枚，每隔2天产一枚，总数量随食物状况不同而不同。不过，如果在繁殖期初期孵化失败，雌鸟可能会重新产卵，不过在田鼠充足的年份里，孵化率几乎可达100%。只有雌鸟会孵蛋，从产下第一枚卵，到所有雏鸟孵化，雌鸟大部分时间都要坐在蛋和雏鸟上以保证它们的温暖，在这段时间里，雄鸟要负责配偶和雏鸟的食物。蛋为白色，平均长5.7厘米，直径4.5厘米，约在27－34日後孵化。由於几乎每天都有雏鸟孵化，能看到不同大小的雏鸟聚在一起。刚孵化的雏鸟为雪白色，双眼紧闭，会由双亲同时照料并保护。虽然刚出生时雏鸟全身雪白，但过不了几天身上就会长满灰色的绒羽，因此10天大的雏鸟看起来就是灰黑色了。雄鸟会猎捕食物带给雌鸟，之後雌鸟会将食物分成小块并除去骨头和羽毛，将纯肉喂给雏鸟。如果食物不足的话，较大的雪鸮幼雏就会首先抢到食物，而小的幼雏久而久之就会饥饿而死，这样食物量就会符合巢中幼雏的需求。有记录在食物匮乏的年景，较大的雪鸮幼雏有残食新出壳雏鸟的行为，但这种行为很不常见。出生後14－26日雏鸟会开始长羽毛并离巢，但这时它们还不会飞，只会在巢位附近四处游走。父母会继续喂养它们，雏鸟每天要消耗2只岩雷鸟，而一个有9只雏鸟的雪鸮家庭在幼鸟独立前，一年最多能消耗1500只成年岩雷鸟，相当於120千克食物。一般5－7周後它们就能自己猎捕食物，出生後50－60日羽翼丰满并能飞行，独立生活，这时北极短暂的夏天就快要结束了，它们即将开始自己的第一次迁徙。

## 保护现状
雪鸮面临的最大威胁是人类活动对它们生活环境的影响，它们主要的死因是与输电线、篱笆、汽车发生碰撞，而且人们有时也会因为食用它们的肉、作为纪念品或者保护狩猎得到的动物而捕杀雪鸮。目前，在雪鸮分布较广泛的加拿大各省和地区已经颁布条例，禁止在全国范围内捕杀雪鸮，不过雪鸮有时仍会被用於特定的研究目的。不过由於全球雪鸮的数目达到29万只，活动范围大约为100万－1000万平方千米，而且数量稳定，因此被IUCN评为无危物种。雪鸮目前在美国和加拿大等国受到《1918年候鳥保護條例》（MBTA）的保护，并於1997年被列入《瀕危野生動植物種國際貿易公約》（CITES）的附录Ⅱ中，於1989年被列入中国国家二级重点保护野生动物名录。

## 文化象征
雪鸮是加拿大魁北克的省鸟，而1986年发行的面值50加拿大元纸币上也有雪鸮的形象；前任加拿大总督朱尔斯·莱杰（Jules Léger）的纹章的主要图案也是雪鸮。网络用语O RLY?中的猫头鹰形象就是雪鸮。雪鸮可能是欧洲史前洞窟壁画中能辨别出的最古老的鸟类。随着《哈利·波特》系列书籍和电影的流行，其中作為哈利寵物雪鸮嘿美（名稱：Hedwig）可爱的形象也使这种鸟类受到世界上更多人的喜爱。